# Psydrax odorata
Psydrax odorata es una especie de arbusto o pequeño árbol de la familia Rubiaceae, que es nativa de las Islas del Pacífico, Malasia y Australia.

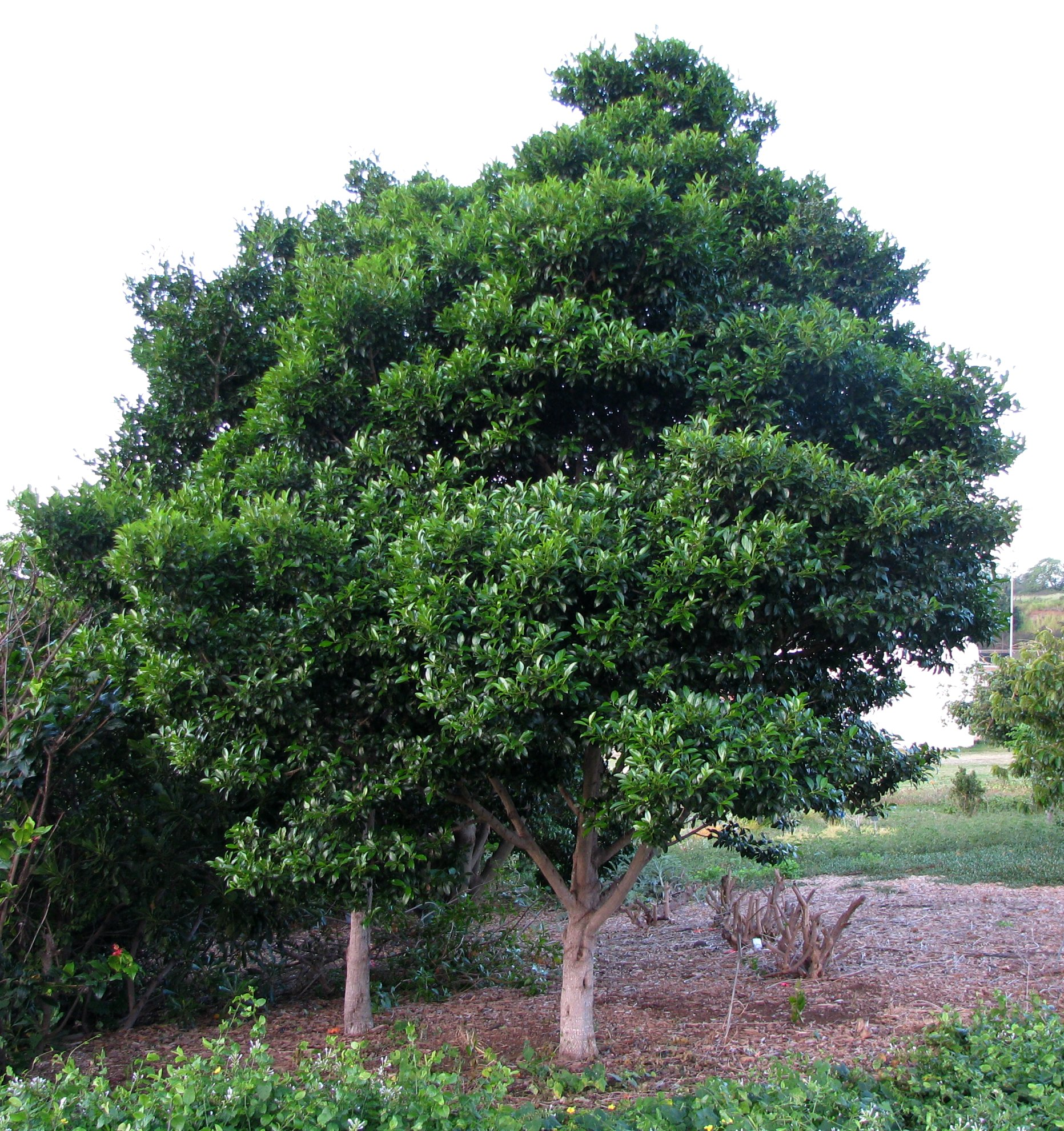
Vista del árbol

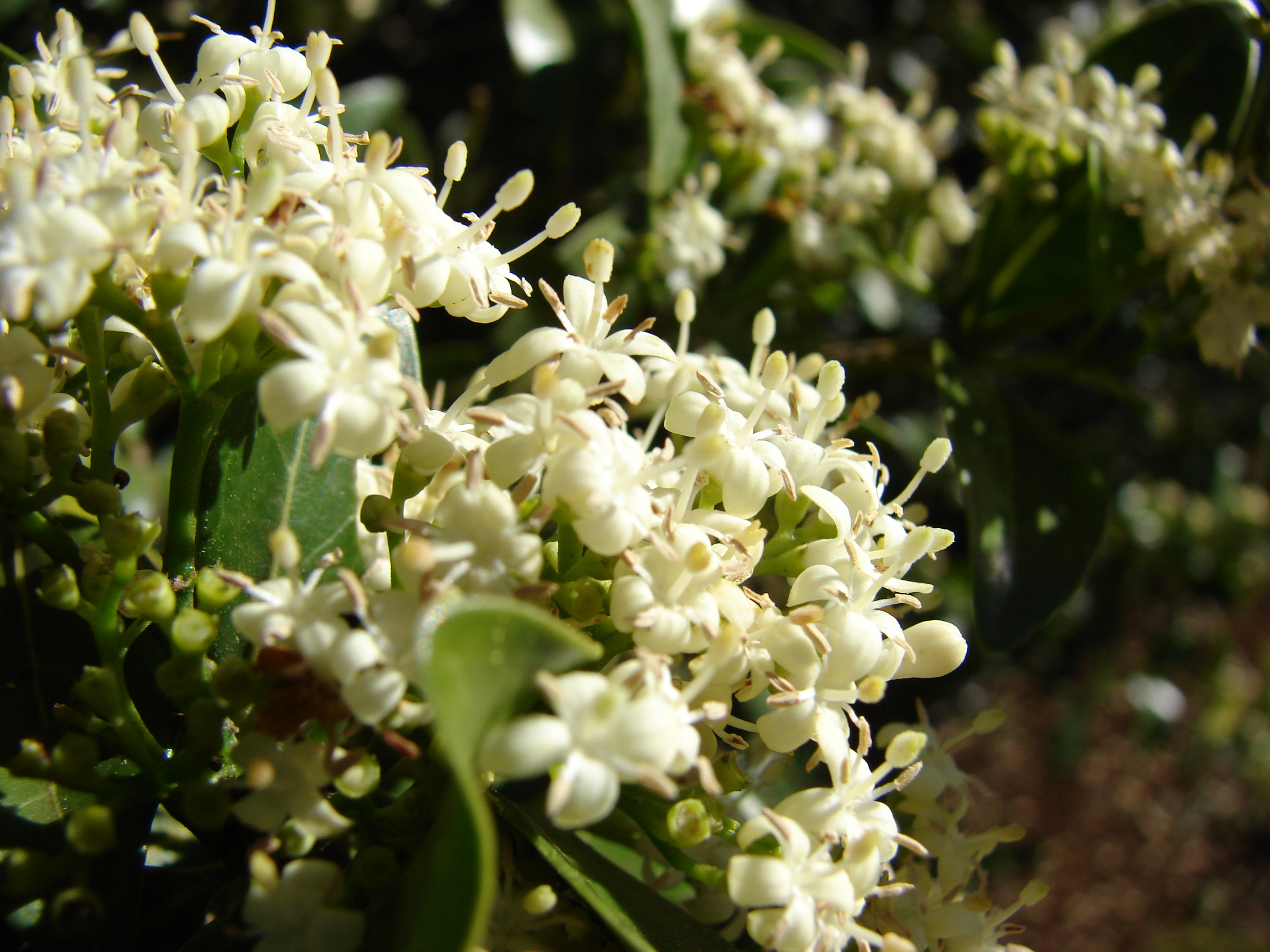
Detalle de las flores

## Descripción
Las especies alcanzan un tamaño de 1.8 a 9.1 m de altura, tiene una extensión 0,91 a 2,13 m, y un ancho tronco de hasta 10 cm. Sus hojas son de color verde brillante, elípticas y miden hasta 9 cm  de largo. Los frutos de la planta son bastante redondos, de color negro.  

## Ecología
Las frutas producen muchas semillas, que a menudo son atacado+as por Alucita objurgatella, una especie de polilla cuyas larvas le causan daño.  

## Hábitat
Las especies se pueden encontrar  en la tierra con arbustos secos y en los bosques húmedos en una elevación de 820 m.

## Usos
Los nativos hawaianos usaban la madera muy dura para hacer azuelas para el corte de maderas más blandas, como Erythrina sandwicensis, ò  palos cavadores y cortas lanzas. Un tinte negro se hace de las hojas.

## Taxonomía
Psydrax odorata fue descrita por (G.Forst.) A.C.Sm. & S.P.Darwin  y publicado en Flora Vitiensis Nova 4: 230. 1988.
Sinonimia
- Canthium beecheyi Steud.
- Canthium lucidum Hook. & Arn.
- Canthium odoratum (G.Forst.) Seem.
- Canthium tinianense (Kaneh.) Kaneh.
- Coffea odorata G.Forst.	basónimo
- Ixora odorata (G.Forst.) Spreng.
- Myonima umbellata Hook. & Arn.
- Phallaria lucida Hochst.
- Plectronia hookeriana Domin
- Plectronia odorata (G.Forst.) F.Muell.
- Plectronia umbellata Benth. & Hook.f. ex B.D.Jacks.
- Psydrax odorata subsp. odorata
- Randia coffeoides (A.Gray) Hook.f.
- Randia tinianensis Kaneh.
- Stylocoryna coffeoides A.Gray[6][7]

Variedades
- Psydrax odorata subsp. australiana S.T.Reynolds & R.J.F.Hend.
- Psydrax odorata subsp. buxifolia (Benth.) S.T.Reynolds
- Psydrax odorata f. subnitida S.T.Reynolds & R.J.F.Hend.